# جوایز آکادمی بین‌المللی فیلم هند
جوایز آکادمی بین‌المللی فیلم هند (انگلیسی: International Indian Film Academy Awards) یا به صورت مخفف IIFA Awards یک جشنواره سینمایی است که سالانه در کشور هند برگزار می‌شود.
این جوایز که در بخش عمومی، ویژه و فنی به فیلم‌های هندی‌زبان تعلق می‌گیرد در سال ۲۰۰۰ میلادی بنیان‌گذاری شده‌است.